# Lý Kiến Quốc
Lý Kiến Quốc (tiếng Trung: 李建国; bính âm: Lǐ Jiànguó; sinh tháng 4 năm 1946) là chính khách nước Cộng hòa Nhân dân Trung Hoa. Ông từng là Ủy viên Bộ Chính trị Đảng Cộng sản Trung Quốc khóa 18, Chủ tịch Tổng Công hội toàn quốc Trung Quốc kiêm Phó Ủy viên trưởng thứ nhất Ủy ban Thường vụ Đại hội Đại biểu Nhân dân toàn quốc khóa 12 nhiệm kỳ 2013 đến năm 2018 và Tổng Thư ký kiêm Phó Ủy viên trưởng Ủy ban Thường vụ Đại hội Đại biểu Nhân dân Toàn quốc khóa 11 nhiệm kỳ 2008 đến năm 2013, Bí thư Tỉnh ủy Thiểm Tây, Bí thư Tỉnh ủy Sơn Đông.

## Tiểu sử

### Thân thế
Lý Kiến Quốc là người Hán sinh tháng 4 năm 1946 tại Quyên Thành, Hà Trạch, tỉnh Sơn Đông.

### Giáo dục
Năm 1964 đến năm 1969, Lý Kiến Quốc theo học chuyên ngành văn học ngôn ngữ Hán khoa tiếng Trung tại Đại học Sơn Đông.

### Sự nghiệp
Năm 1970 đến năm 1972, Lý Kiến Quốc rèn luyện lao động ở đại đội Khương Trang, công xã Đông Cức, huyện Ninh Hà, Thiên Tân. Tháng 6 năm 1971, Lý Kiến Quốc gia nhập Đảng Cộng sản Trung Quốc. Năm 1972 đến năm 1976, ông về công tác tại Cục Văn hóa và Giáo dục huyện Ninh Hà, thành phố Thiên Tân và là cán sự Ban Tuyên truyền Huyện ủy Ninh Hà.
Năm 1978, ông chuyển về công tác ở Văn phòng Thành ủy Thiên Tân. Năm 1982, ông được bổ nhiệm giữ chức Phó Chủ nhiệm Văn phòng Thành ủy Thiên Tân. Năm 1983, ông được bổ nhiệm làm Chủ nhiệm Văn phòng Thành ủy Thiên Tân. Năm 1988, ông được bổ nhiệm giữ chức Phó Tổng thư ký Thành ủy kiêm Chủ nhiệm Văn phòng Thành ủy Thiên Tân. Năm 1989, Lý Kiến Quốc được bổ nhiệm làm Tổng Thư ký Thành ủy Thiên Tân. Năm 1991, ông được bổ nhiệm giữ chức Ủy viên Ban Thường vụ Thành ủy, Tổng Thư ký Thành ủy, Bí thư Khu ủy Hòa Bình, Thiên Tân. Tháng 8 năm 1992, ông được bổ nhiệm làm Phó Bí thư Thành ủy Thiên Tân.
Tháng 8 năm 1997, Lý Kiến Quốc được điều động giữ chức vụ Bí thư Tỉnh ủy Thiểm Tây ở tuổi 51. Tháng 1 năm 1998, ông được bầu kiêm nhiệm chức Chủ nhiệm Ủy ban Thường vụ Đại hội đại biểu nhân dân tỉnh Thiểm Tây. Tháng 3 năm 2007, Trung ương Đảng Cộng sản Trung Quốc quyết định điều động Lý Kiến Quốc làm Bí thư Tỉnh ủy Sơn Đông. Ngày 21 tháng 10 năm 2007, tại Đại hội Đảng Cộng sản Trung Quốc lần thứ 17, ông được bầu làm Ủy viên Ban Chấp hành Trung ương Đảng Cộng sản Trung Quốc khóa 16. Tháng 1 năm 2008, ông được bầu kiêm nhiệm chức vụ Chủ nhiệm Ủy ban Thường vụ Đại hội đại biểu nhân dân tỉnh Sơn Đông khóa XI và giữ cương vị này đến tháng 2 năm 2009.
Ngày 15 tháng 3 năm 2008, phiên họp thứ nhất của Đại hội đại biểu Nhân dân toàn quốc (Quốc hội Trung Quốc) khóa XI, ông được bầu giữ chức vụ Tổng Thư ký kiêm Phó Ủy viên trưởng Ủy ban Thường vụ Đại hội Đại biểu Nhân dân Toàn quốc nhiệm kỳ 2008 đến năm 2013.
Ngày 15 tháng 11 năm 2012, tại phiên họp toàn thể đầu tiên của Ủy ban Trung ương Đảng Cộng sản Trung Quốc khóa 18, ông được bầu làm Ủy viên Bộ Chính trị Đảng Cộng sản Trung Quốc khóa 18. Ngày 14 tháng 3 năm 2013, phiên họp toàn thể lần thứ tư của kỳ họp thứ nhất Quốc hội Trung Quốc khóa 12 đã bầu ông làm Phó Ủy viên trưởng thứ nhất Ủy ban Thường vụ Đại hội Đại biểu Nhân dân Toàn quốc Cộng hòa Nhân dân Trung Hoa nhiệm kỳ 2013 đến năm 2018.

## Xem th
- Bí thư Tỉnh ủy (Trung Quốc)
- Bí thư Tỉnh ủy tỉnh Sơn Đông
- Bí thư Tỉnh ủy tỉnh Thiểm Tây